# Los Olivos, Morelos
Los Olivos är en ort i Mexiko.   Den ligger i kommunen Huitzilac och delstaten Morelos, i den sydöstra delen av landet, 40 km söder om huvudstaden Mexico City. Los Olivos ligger 2 729 meter över havet och antalet invånare är 109.
Terrängen runt Los Olivos är bergig, och sluttar söderut. Runt Los Olivos är det tätbefolkat, med 881 invånare per kvadratkilometer. Närmaste större samhälle är Cuernavaca, 13,2 km söder om Los Olivos. I omgivningarna runt Los Olivos växer i huvudsak blandskog.